# Liste der Grade-I-Bauwerke in Kent
| Lage von Kent in England |
| Gliederung von Kent |
| 1. Dartford 2. Gravesham 3. Sevenoaks 4. Tonbridge and Malling 5. Tunbridge Wells 6. Maidstone 7. Swale 8. Ashford 9. Folkestone and Hythe 10. Canterbury 11. Dover 12. Thanet 13. Medway (Unitary Authority) |

Diese Liste der Grade-I-Bauwerke in Kent nennt die Grade-I-Listed Buildings in Kent nach Bezirken geordnet.
Von den rund 373.000 Listed Buildings in England sind rund 9000, also etwa 2,4 %, als Grade I eingestuft. Davon befinden sich etwa 434 in Kent.

## Ashford
1. Barn to South East of Palace Farmhouse, Charing, Ashford, TN27
2. Barn with Sheds About 50 Metres West of Court Lodge, Brook, Ashford, TN25
3. Chilham Castle, Chilham, Ashford, CT4
4. Chilham Castle Keep and Donkey Wheel, Chilham, Ashford, CT4
5. Church of All Saints, Boughton Aluph, Ashford, TN25
6. Church of Saint Gregory and Saint Martin, Wye with Hinxhill, Ashford, TN25
7. Church of St James, Egerton, Ashford, TN27
8. Church of St John the Baptist, Mersham, Ashford, TN25
9. Church of St Lawrence, Godmersham, Ashford, CT4
10. Church of St Margaret, Bethersden, Ashford, TN26
11. Church of St Margaret, Hothfield, Ashford, TN26
12. Church of St Martin, Aldington, Ashford, TN25
13. Church of St Mary, Brabourne, Ashford, TN25
14. Church of St Mary, Brook, Ashford, TN25
15. Church of St Mary, Chilham, Ashford, CT4
16. Church of St Mary, Crundale, Ashford, CT4
17. Church of St Mary, Great Chart with Singleton, Ashford, TN23
18. Church of St Mary, Hastingleigh, Ashford, TN25
19. Church of St Mary, Sevington, Ashford, TN24
20. Church of St Mary, Smeeth, Ashford, TN25
21. Church of St Mary, Westwell, Ashford, TN25
22. Church of St Mary, Wye with Hinxhill, Ashford, TN25
23. Church of St Mary Magdalene, Ruckinge, Ashford, TN26
24. Church of St Matthew, Warehorne, Ashford, TN26
25. Church of St Michael, Kingsnorth, Ashford, TN23
26. Church of St Michael, Smarden, Ashford, TN27
27. Church of St Nicholas, Pluckley, Ashford, TN27
28. Church of St Peter, Molash, Ashford, CT4
29. Church of St Peter and St Paul, Appledore, Ashford, TN26
30. Church of St Peter and St Paul, Charing, Ashford, TN27
31. Church of St Rumwold, Bonnington, Ashford, TN25
32. Godinton, Great Chart with Singleton, Ashford, TN23
33. Godmersham Park, Courtyards, Walled Gardens and Gateways, Godmersham, Ashford, CT4
34. Hurst Farmhouse, Chilham, Ashford, CT4
35. Mersham Le Hatch, Mersham, Ashford, TN25
36. Mersham Manor, Mersham, Ashford, TN25
37. New Biddenden Stores the Maydes Restaurant ye Ancient House, Biddenden, Ashford, TN27
38. Old Cloth Workers Hall the Old Cloth Hall, Biddenden, Ashford, TN27
39. Outhouse to West of Palace Farmhouse, Charing, Ashford, TN27
40. Palace Cottages and the Remains of the Gatehouse Adjoining, Charing, Ashford, TN27
41. Palace Farmhouse, Charing, Ashford, TN27
42. Parish Church of All Saints, Biddenden, Ashford, TN27
43. Parish Church of All Saints, Woodchurch, Ashford, TN26
44. Parish Church of St John the Baptist, Wittersham, Ashford, TN30
45. Parish Church of St Mary, High Halden, Ashford, TN26
46. Parish Church of St Mary, Rolvenden, Ashford, TN17
47. Parish Church of St Mary the Virgin, Ashford, TN24
48. Parish Church of St Mildred, Tenterden, Ashford, TN30
49. Pett Place, Charing, Ashford, TN27
50. St Augustines Priory (Medieval Buildings), Bilsington, Ashford, TN25
51. The Latin School Wye College, Wye with Hinxhill, Ashford, TN25
52. Wye College, Cloister Quadrangle, Wye with Hinxhill, Ashford, TN25

## Canterbury
1. 22–26, the Cathedral Precincts, Canterbury, CT1
2. 27 and 28, the Cathedral Precincts, Canterbury, CT1
3. Barn at Littlebourne Court, Littlebourne, Canterbury, CT3
4. Blackfriars Monastery Guest House, Canterbury, CT1
5. Bourne Park House, Bishopsbourne, Canterbury, CT4
6. Broome Park Hotel, Barham, Canterbury, CT4
7. Canterbury Castle, Canterbury, CT1
8. Cathedral Choir School, Canterbury, CT1
9. Chapel of St Pancras Ruins remains of St Augustine’s Abbey, Canterbury, CT1
10. Chapter House to Christchurch Cathedral, Canterbury, CT1
11. Christchurch Cathedral, Canterbury, CT1
12. Christchurch Gateway, Canterbury, CT1
13. Church of All Saints, Petham, Canterbury, CT4
14. Church of All Saints, Westbere, Canterbury, CT2
15. Church of St Andrew, Wickhambreaux, Canterbury, CT3
16. Church of St Bartholomew, Waltham, Canterbury, CT4
17. Church of St Giles, Kingston, Canterbury, CT4
18. Church of St John, Ickham and Well, Canterbury, CT3
19. Church of St John the Baptist, Barham, Canterbury, CT4
20. Church of St Margaret, Womenswold, Canterbury, CT4
21. Church of St Martin, Herne and Broomfield, Canterbury, CT6
22. Church of St Martin, Canterbury, CT1
23. Church of St Mary, Bekesbourne-with-Patrixbourne, Canterbury, CT4
24. Church of St Mary, Bishopsbourne, Canterbury, CT4
25. Church of St Mary, Chartham, Canterbury, CT4
26. Church of St Mary, Fordwich, Canterbury, CT2
27. Church of St Mary, Lower Hardres, Canterbury, CT4
28. Church of St Mary, Wickhambreaux, Canterbury, CT3
29. Church of St Mary the Virgin, Chislet, Canterbury, CT3
30. Church of St Mildred, Canterbury, CT1
31. Church of St Nicholas, Sturry, Canterbury, CT2
32. Church of St Peter, Bekesbourne-with-Patrixbourne, Canterbury, CT4
33. Church of St Peter, Canterbury, CT1
34. Church of St Peter and St Paul, Upper Hardres, Canterbury, CT4
35. Church of St Stephen, Canterbury, CT2
36. Church of St Vincent, Littlebourne, Canterbury, CT3
37. Church of the Holy Innocents, Adisham, Canterbury, CT3
38. Cloister to Christchurch Cathedral, Canterbury, CT1
39. Dark Entry, Canterbury, CT1
40. Eastbridge Hospital, Canterbury, CT1
41. Greyfriars Monastery, Canterbury, CT1
42. Herne Windmill, Herne and Broomfield, Canterbury, CT6
43. Lavatory Tower, Canterbury, CT1
44. Library to Christchurch Cathedral, Canterbury, CT1
45. Meister Omers, Canterbury, CT1
46. Norman Staircase, Canterbury, CT1
47. Poor Priests Hospital, Canterbury, CT1
48. Prior Sellinge Gate, Canterbury, CT1
49. Prior’s Chapel, Canterbury, CT1
50. Remains of Cellarer’s Hall in Archbishop’s Palace Garden, Canterbury, CT1
51. Remains of Roman Town House, Canterbury, CT1
52. The Archbishop’s Palace or the Old Palace, Canterbury, CT1
53. The Archdeacon of Canterbury’s House, Canterbury, CT1
54. The Cathedral Appeal Fund Office the Deanery, Canterbury, CT1
55. The Cemetery Gateway at St Augustine’s College, Canterbury, CT1
56. The Church of St Dunstan’s Without the West Gate, Canterbury, CT2
57. The Former Blackfriars Monastery, Canterbury, CT1
58. The Great Gateway, or Fyndon’s Gateway, at St Augustine’s College, Canterbury, CT1
59. The old leper church of St Nicholas, Harbledown and Rough Common, Canterbury, CT2
60. The West Gate, Canterbury, CT1
61. Wolfson Library, Canterbury, CT1

## Dartford
1. Church of St John church of St John the Baptist, Sutton-at-Hone and Hawley, Dartford, DA4
2. Church of St Margaret, Darenth, Dartford, DA2
3. Church of St Mary, Stone, Dartford, DA9
4. Church of St Michael, Wilmington, Dartford, DA2
5. Church of St Nicholas, Southfleet, Dartford, DA13
6. Parish Church of St Peter and St Paul, Swanscombe and Greenhithe, Dartford, DA10
7. Scotney Castle with Courtyards and Garden Terrace, Lamberhurst, Tunbridge Wells, TN3
8. Somerhill, Capel, Tunbridge Wells, TN11
9. Stable Block Immediately North East of Matfield House, Brenchley, Tunbridge Wells, TN12
10. The Church of King Charles the Martyr, Tunbridge Wells, TN1
11. The Ruins of Old Scotney Castle, Lamberhurst, Tunbridge Wells, TN3
12. Tower and Walls 30 Yards East of the West Range at Sissinghurst Castle, Cranbrook & Sissinghurst, Tunbridge Wells, TN17
13. Union Mill, Cranbrook, Cranbrook & Sissinghurst, Tunbridge Wells, TN17
14. West Range at Sissinghurst Castle, Cranbrook & Sissinghurst, Tunbridge Wells, TN17

## Dover
1. Canon Cottage the Old Canonry, Wingham, Dover, CT3
2. Chapel of St Bartholomew, Sandwich, Dover, CT13
3. Church of All Saints, Stourmouth, Dover, CT3
4. Church of St Andrew, Tilmanstone, Dover, CT14
5. Church of St Anthony the Martyr, Alkham, Dover, CT15
6. Church of St Augustine, Northbourne, Dover, CT14
7. Church of St Clement, Goodnestone, Dover, CT3
8. Church of St Clement, Sandwich, Dover, CT13
9. Church of St James, Staple, Dover, CT3
10. Church of St Lawrence, Hougham Without, Dover, CT15
11. Church of St Margaret, St. Margaret’s At Cliffe, Dover, CT15
12. Church of St Mary, Capel-le-Ferne, Dover, CT18
13. Church of St Mary, Nonington, Dover, CT15
14. Church of St Mary, Sandwich, Dover, CT13
15. Church of St Mary, Wingham, Dover, CT3
16. Church of St Mary Sub-Castro, Dover, Dover, CT16
17. Church of St Mary the Virgin, Eastry, Dover, CT13
18. Church of St Mildred, Preston, Dover, CT3
19. Church of St Nicholas, Ash, Dover, CT3
20. Church of St Nicholas, Eythorne, Dover, CT15
21. Church of St Nicholas, Ringwould with Kingsdown, Dover, CT14
22. Church of St Pancras, Shepherdswell with Coldred, Dover, CT15
23. Church of St Peter, Sandwich, Dover, CT13
24. Church of the Holy Cross, Goodnestone, Dover, CT3
25. Dover Castle, Dover, Dover, CT16
26. Dover Town Hall, including the remains of the medieval Maison Dieu, Dover, Dover, CT16
27. Eastry Court, Eastry, Dover, CT13
28. Fairfield House, Eastry, Dover, CT13
29. Fisher Gate, Sandwich, Dover, CT13
30. Knowlton Court, Goodnestone, Dover, CT3
31. Ratling Court, Aylesham, Dover, CT3
32. Richborough Castle, Ash, Dover, CT13
33. St Albans Court, Nonington, Dover, CT15
34. The Barbican, Sandwich, Dover, CT13
35. The Belvedere, Shepherdswell with Coldred, Dover, CT15
36. The Roman Pharos, Dover, Dover, CT16
37. The Salutation, Sandwich, Dover, CT13
38. The School Hall, Sturry, Canterbury, CT2
39. Waldershare Park, Shepherdswell with Coldred, Dover, CT15

## Folkestone and Hythe(Shepway)
1. Barns at Westenhanger Manor, Stanford, Shepway, CT21
2. Bastions and Curtain Wall About 10 Metres South East of Saltwood Castle, Saltwood, Shepway, CT21
3. Church of All Saints, Lydd, Shepway, TN29
4. Church of St Augustine, Brookland, Shepway, TN29
5. Church of St Clement, Old Romney, Shepway, TN29
6. Church of St George, Ivychurch, Shepway, TN29
7. Church of St James, Elmsted, Shepway, TN25
8. Church of St Martin, Acrise, Shepway, CT18
9. Church of St Martin, Folkestone, Shepway, CT20
10. Church of St Mary, Sellindge, Shepway, TN25
11. Church of St Mary, Stelling Minnis, Shepway, CT4
12. Church of St Mary and St Ethelburga, and Remains of the Older Church to South, Lyminge, Shepway, CT18
13. Church of St Mary and St Radegund, Postling, Shepway, CT21
14. Church of St Mary the Virgin, Elham, Shepway, CT4
15. Church of St Mary the Virgin, St. Mary in the Marsh, Shepway, TN29
16. Church of St Michael, Hawkinge, Shepway, CT18
17. Church of St Nicholas, New Romney, Shepway, TN28
18. Church of St Oswald, Paddlesworth, Shepway, CT18
19. Church of St Peter, Swingfield, Shepway, CT15
20. Church of St Peter and St Paul, Newchurch, Shepway, TN29
21. Church of St Stephen, Lympne, Shepway, CT21
22. Church of St Thomas a Becket and Mounting Block Attached, Snargate, Shepway, TN29
23. Davison’s Windmill stelling Minnis stelling Minnis or Davison’s Windmill, Stelling Minnis, Shepway, CT4
24. Detached Belfry Circa 1 Yard North of Church of St Augustine, Brookland, Shepway, TN29
25. Lympne Castle, Lympne, Shepway, CT21
26. Monks Horton Priory, Monks Horton, Shepway, TN25
27. Saltwood Castle, Saltwood, Shepway, CT21
28. Sandgate Castle, Sandgate, Shepway, CT20
29. The Parish Church of St Leonard, Hythe, Shepway, CT21
30. Westenhanger Manor, Stanford, Shepway, CT21

## Gravesham
1. Church of St Mary, Higham, Gravesham, ME3
2. Cobham College, Cobham, Gravesham, DA12
3. Cobham Hall (Including Kitchen and Stable Court), Cobham, Gravesham, DA12
4. Gadshill Place, Higham, Gravesham, ME3
5. Luddesdown Court, Luddesdown, Gravesham, DA13
6. Nurstead Court, Meopham, Gravesham, DA13
7. Parish Church of St Botolph, Gravesham, DA11
8. Parish Church of St John the Baptist, Meopham, Gravesham, DA13
9. Parish Church of St Mary Magdalene, Cobham, Gravesham, DA12
10. The Grotto, Thanet, CT9 # The Mausoleum, Cobham Hall, Cobham, Gravesham, ME2

## Maidstone
1. Allington Castle, Maidstone, ME16
2. Barn at Boxley Abbey, Boxley, Maidstone, ME14
3. Barn Circa 40 Yards North West of Court Lodge, Lenham, Maidstone, ME17
4. Boughton Monchelsea Place, and Courtyard Buildings, Boughton Monchelsea, Maidstone, ME17
5. Boughton Place, Boughton Malherbe, Maidstone, ME17
6. Brewers House milgate House tudor Milgate, Thurnham, Maidstone, ME14
7. Chilston Park, Boughton Malherbe, Maidstone, ME17
8. Church of All Saints, Hollingbourne, Maidstone, ME17
9. Church of All Saints, Staplehurst, Maidstone, TN12
10. Church of All Saints, Ulcombe, Maidstone, ME17
11. Church of All Saints, West Farleigh, Maidstone, ME15
12. Church of St John the Baptist, Harrietsham, Maidstone, ME17
13. Church of St Martin of Tours, Detling, Maidstone, ME14
14. Church of St Mary, Hunton, Maidstone, ME15
15. Church of St Mary, Lenham, Maidstone, ME17
16. Church of St Mary, Nettlestead, Maidstone, ME18
17. Church of St Mary and All Saints, Boxley, Maidstone, ME14
18. Church of St Mary Magdalene, Stockbury, Maidstone, ME9
19. Church of St Mary the Virgin, Thurnham, Maidstone, ME14
20. Church of St Michael and All Angels, Marden, Maidstone, TN12
21. Church of St Nicholas, Leeds, Maidstone, ME17
22. Church of St Nicholas, Otham, Maidstone, ME15
23. Church of St Peter and St Paul, East Sutton, Maidstone, ME17
24. Church of St Peter and St Paul, Headcorn, Maidstone, TN27
25. Church of St Peter and St Paul, Yalding, Maidstone, ME18
26. Church of the Holy Cross, Bearsted, Maidstone, ME14
27. East Farleigh Bridge, East Farleigh, Maidstone, ME15
28. Hollingbourne Manor, Hollingbourne, Maidstone, ME17
29. Leeds Castle, Broomfield and Kingswood, Maidstone, ME17
30. Linton Park, Linton, Maidstone, ME17
31. Nettlestead Place, Nettlestead, Maidstone, ME18
32. Nettlestead Place, the Gatehouse, Nettlestead, Maidstone, ME18
33. Otham Manor, Otham, Maidstone, ME15
34. Parish Church of All Saints, Maidstone, ME15
35. Ruins of Barbicans and Dam at Leeds Castle, Broomfield and Kingswood, Maidstone, ME17
36. Synyards and Path Between Front Door and Road, Otham, Maidstone, ME15
37. Teston Bridge, Teston, Maidstone, ME15
38. The Archbishop’s Palace, Maidstone, ME15
39. The College Gateway (All Saints Parish Room) and the College Tower, Maidstone, ME15
40. The Old House, Harrietsham, Maidstone, ME17
41. The Tithe Barn, Maidstone, ME15
42. West Farleigh Hall, West Farleigh, Maidstone, ME15

## Medway(Unitary Authority)
1. 150, 152 and 154, Rochester High Street, Medway, ME1
2. Barn 30 Yards South West of the Manor House, Frindsbury Extra, Medway, ME2
3. Cathedral Church of Christ and the Blessed Virgin Mary of Rochester (Formerly Priory of St Andrew Was Included), Medway, ME1
4. Cathedral Cloister Buildings, Medway, ME1
5. Chatham Naval War Memorial, Medway, ME7
6. Chertsey’s Gate, Medway, ME1
7. Church of All Saints, Allhallows, Medway, ME3
8. Church of St Helen, Cliffe and Cliffe Woods, Medway, ME3
9. Church of St James, Cooling, Medway, ME3
10. Church of St James, Isle of Grain, Medway, ME3
11. Church of St John the Baptist, Halling, Medway, ME2
12. Church of St Margaret, High Halstow, Medway, ME3
13. Church of St Margaret, Medway, ME8
14. Church of St Michael, Cuxton, Medway, ME2
15. Church of St Peter and St Paul, Stoke, Medway, ME3
16. Church of St Werburgh, Hoo St. Werburgh, Medway, ME3
17. Cloister Gate, Medway, ME1
18. Cooling Castle Gatehouse, Cooling, Medway, ME3
19. Deanery Gate and Gatehouse, Medway, ME1
20. Dickens Chalet to Rear of Eastgate House, Medway, ME1
21. Eastgate House, Medway, ME1
22. Former Commissioner’s House and Attached Staff Accommodation, Medway, ME4
23. Former Lead and Paint Mill, Medway, ME4
24. Former Mast House and Mould Loft, Medway, ME4
25. Former Officers Terrace and Attached Front Area Walls and Overthrows, Medway, ME4
26. Former Storehouse Number 2 and Former Rigging Store, Medway, ME4
27. Former Storehouse Number 3 and Former Chain Cable Store, Medway, ME4
28. Inner Ward to Cooling Castle, Cooling, Medway, ME3
29. Kings School and Cathedral Visitors Centre, Medway, ME1
30. Main Gate and Attached Dockyard Perimeter Wall to South West, Medway, ME4
31. Minor Canons’ Row, Medway, ME1
32. Number 3 Slip Cover, Medway, ME4
33. Number 7 Slip Cover and Machine Shop Number 3, Medway, ME4
34. Numbers 4 5 and 6 Slip Covers and Machine Shop Number 6, Medway, ME4
35. Parish Church of St Nicholas, Medway, ME1
36. Poor Travellers House Richard Watts Charity, Medway, ME1
37. Priors Gate, Medway, ME1
38. Public Library (Former Corn Exchange) to Rear of High Street, the Corn Exchange the Corn Exchange, Medway, ME1
39. Restoration House Including Wall and Gatepiers Attached to Front, Medway, ME1
40. Rochester Castle, Medway, ME1
41. Rochester City Walls, Medway, ME1
42. Sail Loft, Medway, ME4
43. Section of Roman Wall 20 Metres South of Former Deanery section of Roman Wall 20 Metres South of Kings School Sixth Form Centre, Medway, ME1
44. Temple Manor, Medway, ME2
45. The Barracks, Frindsbury Extra, Medway, ME2
46. The Brunel Saw Mill, Medway, ME4
47. The Guildhall Including Ranges Running Parallel to Bull Lane, Medway, ME1
48. The Ropery and Spinning Room, Medway, ME4
49. Upnor Castle, Frindsbury Extra, Medway, ME2

## Sevenoaks
1. Brasted Place and Saxon Cross, Brasted, Sevenoaks, TN16
2. Chartwell, Westerham, Sevenoaks, TN16
3. Chevening House, Chevening, Sevenoaks, TN14
4. Church of All Saints, Hartley, Sevenoaks, DA3
5. Church of Saint Botolph, Eynsford, Sevenoaks, DA4
6. Church of Saint Edmund, West Kingsdown, Sevenoaks, TN15
7. Church of Saint Martin, Eynsford, Sevenoaks, DA4
8. Church of Saint Mary, Fawkham, Sevenoaks, DA3
9. Church of Saint Peter and Saint Paul, Farningham, Sevenoaks, DA4
10. Church of St Bartholomew, Otford, Sevenoaks, TN14
11. Church of St Botolph, Chevening, Sevenoaks, TN14
12. Church of St John the Baptist, Penshurst, Sevenoaks, TN11
13. Church of St Mary, Sundridge with Ide Hill, Sevenoaks, TN14
14. Church of St Mary Magdalene, Cowden, Sevenoaks, TN8
15. Church of St Peter, Hever, Sevenoaks, TN8
16. Church of St Peter and St Paul, Edenbridge, Sevenoaks, TN8
17. Church of St Peter and St Paul, Seal, Sevenoaks, TN15
18. Church of St Peter and St Paul, Shoreham, Sevenoaks, TN14
19. Combe Bank (Convent of the Holy Child Jesus), Sundridge with Ide Hill, Sevenoaks, TN14
20. Franks Hall, Horton Kirby and South Darenth, Sevenoaks, DA4
21. Garden Walls Adjoining Knole, Sevenoaks, Sevenoaks, TN15
22. Hever Castle, Hever, Sevenoaks, TN8
23. Knole, Sevenoaks, Sevenoaks, TN15
24. Parish Church of Saint Peter and Saint Paul, Ash-cum-Ridley, Sevenoaks, TN15
25. Penshurst Place, Penshurst, Sevenoaks, TN11
26. Quebec House, Westerham, Sevenoaks, TN16
27. South Central Entrance Tower to Penshurst Place and Wall Abutting to East, Penshurst, Sevenoaks, TN11
28. Squerryes Court, Westerham, Sevenoaks, TN16
29. St Clere, Kemsing, Sevenoaks, TN15
30. Stable Block to North East of Combe Bank, Sundridge with Ide Hill, Sevenoaks, TN14
31. The Gatehouse to Lullingstone Castle, Eynsford, Sevenoaks, DA4

## Swale
1. Belmont, with Stable Courtyard and Pump, Throwley, Swale, ME13
2. Church of All Saints, Eastchurch, Swale, ME12
3. Church of All Saints, Graveney with Goodnestone, Swale, ME13
4. Church of All Saints, Iwade, Swale, ME9
5. Church of St Bartholomew, Bobbing, Swale, ME9
6. Church of St Bartholomew, Goodnestone, Graveney with Goodnestone, Swale, ME13
7. Church of St Giles, Tonge, Swale, ME9
8. Church of St John the Baptist, Bredgar, Swale, ME9
9. Church of St John the Baptist, Tunstall, Swale, ME10
10. Church of St Lawrence, Bapchild, Swale, ME9
11. Church of St Mary, Luddenham, Swale, ME13
12. Church of St Mary, Newington, Swale, ME9
13. Church of St Mary, Norton, Buckland and Stone, Swale, ME9
14. Church of St Mary, Selling, Swale, ME13
15. Church of St Mary, Teynham, Swale, ME9
16. Church of St Mary Magdalene, Faversham, Swale, ME13
17. Church of St Mary the Virgin, Upchurch, Swale, ME9
18. Church of St Michael, Hartlip, Swale, ME9
19. Church of St Michael, Hernhill, Swale, ME13
20. Church of St Michael and All Angels, Throwley, Swale, ME13
21. Church of St Nicholas, Rodmersham, Swale, ME9
22. Church of St Peter, Oare, Swale, ME13
23. Church of St Peter and St Paul, Boughton under Blean, Swale, ME13
24. Church of St Peter and St Paul, Lynsted with Kingsdown, Swale, ME9
25. Church of St Peter and St Paul, Borden, Swale, ME9
26. Church of the Beheading of St John the Baptist, Doddington, Swale, ME9
27. Copton Manor, Sheldwich, Swale, ME13
28. Faversham Abbey Minor Barn, Faversham, Swale, ME13
29. Lees Court, Sheldwich, Swale, ME13
30. Lynsted Court, Lynsted with Kingsdown, Swale, ME9
31. Parish Church of the Holy Trinity, Swale, ME10
32. Sharsted Court, Doddington, Swale, ME9
33. Shed Number 78 the Boat Store Building Number 78, Swale, ME12
34. The Abbey Church of St Mary and St Sexburga, Minster-on-Sea, Swale, ME12
35. The Abbey Gatehouse, Minster-on-Sea, Swale, ME12
36. The Parish Church of St Mary of Charity, Faversham, Swale, ME13
37. Tunstall House, Tunstall, Swale, ME9

## Thanet
1. Church of Saint Mary, Minster, Thanet, CT12
2. Church of Saint Mary Magdalene, Monkton, Thanet, CT12
3. Church of Saint Nicholas, St. Nicholas At Wade, Thanet, CT7
4. Church of St Augustine of England (Roman Catholic) with Cloisters Attached, Ramsgate, Thanet, CT11
5. Church of St George, Ramsgate, Thanet, CT11
6. Church of St Laurence, Ramsgate, Thanet, CT11
7. Minster Abbey, Minster, Thanet, CT12
8. Parish Church of St John the Baptist, Thanet, CT9
9. St Edwards, Ramsgate, Thanet, CT11
10. The Grange, Ramsgate, Thanet, CT11

## Tonbridge and Malling
1. Aylesford Bridge, Aylesford, Tonbridge and Malling, ME20
2. Barnes Place, Hadlow, Tonbridge and Malling, TN11
3. Bradbourne House, East Malling and Larkfield, Tonbridge and Malling, ME19
4. Church of All Saints, Birling, Tonbridge and Malling, ME19
5. Church of All Saints, Snodland, Tonbridge and Malling, ME6
6. Church of All Saints, Wouldham, Tonbridge and Malling, ME1
7. Church of St Dunstan, West Peckham, Tonbridge and Malling, ME18
8. Church of St George, Wrotham, Tonbridge and Malling, TN15
9. Church of St James, East Malling and Larkfield, Tonbridge and Malling, ME19
10. Church of St Lawrence, Mereworth, Tonbridge and Malling, ME18
11. Church of St Margaret, Addington, Tonbridge and Malling, ME19
12. Church of St Mary the Virgin, Burham, Tonbridge and Malling, ME1
13. Church of St Michael, Offham, Tonbridge and Malling, ME19
14. Church of St Peter, Aylesford, Tonbridge and Malling, ME20
15. Church of St Peter, Ightham, Tonbridge and Malling, TN15
16. Church of St Peter and St Paul, Trottiscliffe, Tonbridge and Malling, ME19
17. Clare House, East Malling and Larkfield, Tonbridge and Malling, ME19
18. Dukes Place, West Peckham, Tonbridge and Malling, ME18
19. Fairlawne, Plaxtol, Tonbridge and Malling, TN11
20. Gatehouse and Chapel to St Mary’s Abbey, West Malling, Tonbridge and Malling, ME19
21. Gatehouse and Walls to the North and East of the Friars, Aylesford, Tonbridge and Malling, ME20
22. Hadlow Tower, Hadlow Castle, Hadlow, Tonbridge and Malling, TN11
23. Ightham Mote, Ightham, Tonbridge and Malling, TN15
24. Mereworth Castle (Main Block), Mereworth, Tonbridge and Malling, ME18
25. Old Soar, Plaxtol, Tonbridge and Malling, TN15
26. Pavilion to the North East of Mereworth Castle, Mereworth, Tonbridge and Malling, ME18
27. Pavilion to the North West and Stables of Mereworth Castle, Mereworth, Tonbridge and Malling, ME18
28. St Leonard’s Tower, West Malling, Tonbridge and Malling, ME19
29. St Mary’s Abbey Chapterhouse and Library, West Malling, Tonbridge and Malling, ME19
30. St Mary’s Abbey North Wall of Cloister, West Malling, Tonbridge and Malling, ME19
31. St Mary’s Abbey Tower to Original Abbey, West Malling, Tonbridge and Malling, ME19
32. St Marys Abbey Convent Building, West Malling, Tonbridge and Malling, ME19
33. Stable Block and Barns 40 Yards North of Bradbourne House, East Malling and Larkfield, Tonbridge and Malling, ME19
34. Starkey Castle, Wouldham, Tonbridge and Malling, ME1
35. The Ancient House, West Malling, Tonbridge and Malling, ME19
36. The Friars, Main Block, Aylesford, Tonbridge and Malling, ME20
37. Tonbridge Castle, Tonbridge and Malling, TN9
38. Yotes Court, Mereworth, Tonbridge and Malling, ME18

## Tunbridge Wells
1. Barn 60 Yards North of the West Range of Sissinghurst Castle, Cranbrook & Sissinghurst, Tunbridge Wells, TN17
2. Buildings of the Service Courtyard Adjoining South of Groombridge Place Including the Walls of the Herb Garden, Speldhurst, Tunbridge Wells, TN3
3. Chapel of St John the Evangelist, Speldhurst, Tunbridge Wells, TN3
4. Christ Church, Goudhurst, Tunbridge Wells, TN17
5. Church of All Saints, Capel, Tunbridge Wells, TN11
6. Church of St Dunstan, Cranbrook & Sissinghurst, Tunbridge Wells, TN17
7. Church of St Laurence, Hawkhurst, Tunbridge Wells, TN18
8. Church of St Margaret, Horsmonden, Tunbridge Wells, TN12
9. Church of St Martin of Tours, Speldhurst, Tunbridge Wells, TN3
10. Church of St Mary, Goudhurst, Tunbridge Wells, TN17
11. Church of St Mary, Lamberhurst, Tunbridge Wells, TN3
12. Church of St Thomas a Becket, Capel, Tunbridge Wells, TN12
13. Finchcocks, Goudhurst, Tunbridge Wells, TN17
14. Garden Walls and Features of the Terraced Garden (Including Ivy Cottage) Approximately 30 Metres North of Groombridge Place, Speldhurst, Tunbridge Wells, TN3
15. Groombridge Place, Speldhurst, Tunbridge Wells, TN3
16. Groombridge Place Moat, Walls and Bridge Including the West Gateway and Cottage on the North Bridge, Speldhurst, Tunbridge Wells, TN3
17. Matfield House, Brenchley, Tunbridge Wells, TN12
18. Old Church of St Peter, Pembury, Tunbridge Wells, TN2
19. Old Wilsley, Cranbrook & Sissinghurst, Tunbridge Wells, TN17
20. Parish Church of All Saints, Brenchley, Tunbridge Wells, TN12